# 帕维尔·斯沃亚诺夫斯基
帕维尔·斯沃亚诺夫斯基（捷克語：Pavel Svojanovský，1943年8月12日—2024年3月31日），捷克男子赛艇运动员。他曾代表捷克斯洛伐克参加1968年、1972年和1976年夏季奥林匹克运动会赛艇比赛，获得一枚银牌和一枚铜牌。

## 家庭
弟弟奥尔德日赫·斯沃亚诺夫斯基。